# لارا منل
لارا منل (انگلیسی: Laura Mennell؛ زاده ۱۸ آوریل ۱۹۸۰) یک هنرپیشه است. وی از سال ۱۹۹۶ میلادی تاکنون مشغول فعالیت بوده‌است.
از فیلم‌ها یا مجموعه‌های تلویزیونی که وی در آن‌ها نقش داشته است می‌توان به سیزده روح و پروژه کتاب آبی (مجموعه تلویزیونی) اشاره نمود.